# Masaaki Hatsumi
Masaaki Hatsumi (Noda, 2 de diciembre de 1931) es un artista marcial y escritor japonés. Desde pequeño su padre lo instó a la práctica de las artes marciales practicando judo, karate estilo Shito Ryu, Daito Ryu Aikijujutsu (antecesor del Aikido), y hasta boxeo occidental entre otras, pero sin encontrar lo que buscaba. Solo se sintió satisfecho cuando comenzó a estudiar con el legendario maestro Toshitsugu Takamatsu a los 26 años de edad. 
En el plano académico, una vez graduado de la secundaria ingresó a estudiar medicina en la 
Universidad de Meiji en Tokio, donde se graduó en medicina con la especialidad de 
Osteopatía; también se graduó en artes teatrales. Más adelante abrió su propia clínica 
quiropráctica en la ciudad de Noda. 
Cuando Takamatsu decidió que Hatsumi estaba preparado, lo probó mediante el Sakki Jutsu (técnica de percepción de peligro), el cual Hatsumi superó, en vista de lo cual Takamatsu le entregó los pergaminos correspondientes a nueve artes marciales antiguas practicadas tanto por los shinobi/ ninja como por los guerreros samurái.
Siguiendo los pasos del maestro Takamatsu, heredó el título de sôke (heredero) de las siguientes 9 ryu o escuelas de artes marciales:
- Togakure-ryû Ninpô Taijutsu (戸隠流忍法体術)
- Gyokko-ryû Kosshijutsu (玉虎流骨指術)
- Kuki Shinden-ryû Happô Bikenjutsu (九鬼神伝流八法秘剣術)
- Kotô-ryû Koppôjutsu (虎倒流骨法術)
- Shinden Fudô-ryû Dakentaijutsu (神伝不動流打拳体術)
- Takagi Yôshin-ryû Jûtaijutsu (高木揚心流柔体術)
- Gikan-ryû Koppôjutsu (義鑑流骨法術)
- Gyokushin-ryû Ninpô (玉心流忍法)
- Kumogakure-ryû Ninpô (雲隠流忍法)

Para facilitar la enseñanza en estas escuelas, Hatsumi creó la organización de Bujinkan, Dojo en honor a Takamatsu Toshitsugu; es aquí donde se enseña la esencia de todas las escuelas, de forma cíclica. Actualmente es el gran maestro o Sôke.
Actualmente la Bujinkan, es una de las organizaciones más grandes del mundo de Ninjutsu.
El ninjutsu no es considerado un deporte, ya que las técnicas utilizadas en esta disciplina son de carácter bélico, por lo cual la bujinkan prohíbe todo tipo de competición.

## Crítica de veracidad histórica
Han surgido críticas sobre la veracidad histórica del linaje de la escuela Togakure a raíz de las declaraciones en el Bugei Ryūha Daijiten:
- La edición de 1978 del Bugei Ryūha Daijiten declara que 'la genealogía del Togakure-ryū de Takamatsu recurre a la modificación y embellecimiento para referirse a los datos y kuden, sobre personas cuya existencia se basa en la tradición y documentos escritos, para hacer parecer a la escuela más antigua de lo que realmente es"[1]
- La edición de 1969 del Bugei Ryūha Daijiten declara que 'la genealogía del Togakure-ryū de Takamatsu es una genealogía recientemente creada por el mismo Takamatsu Toshitsugu, quien hizo uso de la popularidad de documentos escritos sobre ninjutsu tras la era Taishō' y que 'hay muchos puntos donde se han modificado y embellecido, haciendo que personas, cuya existencia real se basa en registros escritos, más vieja de lo que realmente era, resultando un producto de trabajo considerable'.[2]
- La edición de 1963 del Bugei Ryūha Daijiten declara que 'la genealogía del Togakure-ryū de Takamatsu hace referencia a varios registros escritos y transmisiones orales y que hay muchos puntos y elementos modificados y embellecidos, así como muchas personas añadidas para hacer parecer que el linaje es más antiguo de lo que realmente es'.[3]

Pese a la historicidad indiscutible de varias escuelas de Bujinkan (como Takagi Yoshin Ryu o Kukishinden Ryu) existen numerosas críticas y sospechas sobre la veracidad histórica de otras escuelas, principalmente Togakure Ryu, que algunas fuentes externas señalan en la dirección contraria a las afirmaciones de la Bujinkan y de Masaaki Hatsumi.